# Ústav pro výzkum radiotechniky Opočínek
Ústav pro výzkum radiotechniky Opočínek byl od roku 1950 vývojovým pracovištěm se zaměřením na radary a spojovací techniku, který převážně spolupracoval s Teslou Pardubice, jehož byl i organizační složkou.
V říjnu 1962 zde byla vyrobena první letištní zabezpečovací soustava, od roku 1967 byl odtajněn na mezinárodním aerosalonu v Paříži první radiolokátor. Sériově je vyráběla Tesla Pardubice n. p. V letech 1968–1973 probíhal výzkum digitálního zpracování přehledového radaru pro Správu dopravních letišť Praha.

## Historie
V roce 1948 došlo ke znárodnění (bez náhrady) konzervárny Kokešov-Opočínek. Výrobní areál v lesích západně od Starých Čivic, na katastru Opočínku roku 1930 postavil Emil Kokeš, statkář ve Starých Čivicích ke zpracování zemědělských produktů a výrobu konzerv. Po znárodnění zde vznikl Ústav pro výzkum radiotechiky – ÚVR, náležející Tesle Pardubice. Vyvinul mj. radiolokátor Tamara. Po roce 1990 ústav zanikl. V téže době potkal stejný osud Telegrafii Pardubice, která se zaměřovala na radarovou a vojenskou spojovací techniku. V jejím okolí však nebyl vhodný prostor pro utajený výzkum, proto došlo k volbě areálu bývalých konzerváren. V dubnu 1948 se začalo bourat a staré chladírny zmizely. O dva roky později došlo ke stěhování asi 75 techniků a 20 dělníků do nových funkcionalistických objektů. Pracoviště 1. ledna 1951 převzal národní podnik Tesla Elektronik jako Výzkumný a vývojový závod č. 6. V roce 1951 byl národní podnik Tesla Elektronik zrušen a byl zřízen Ústav pro výzkum radiotechniky. V roce 1992 došlo ke zrušení ústavu a celý areál je postupně přestavován na logistické centrum.